# مرسوم ألارد
مرسوم ألارد  هو قانون صدر يومي 2 و17 مارس 1791 من قبل بيير ألارد بموجبه تم حظر تشكيل وتأسيس الرابطات و المنظمات النقابية و شركات الأشخاص الذين يريدون ممارسة مهنتهم بحرية. كما أتاح إعادة تنظيم العمل وإلغاء السيطرة غير المشروعة في بعض الأحيان على الشركات التي كانت تستولي على بعض الصفقات وتحكم مدناً بأكاملها بفعل نفوذها السياسي والاقتصادي.
وقد تمم مرسوم ألارد بقانون شابليي الصادر في 14 يونيو 1791، قبل أن يتم إلغاؤه في عام 1864 وتعويضه بقانون أوليفييه ثم قانون فالديك روسو في عام 1884 الذي كفل حق الإضراب والنقابات.